# Begraafplaats van Rebaix
De Begraafplaats van Rebaix is een gemeentelijke begraafplaats in het Belgische dorp Rebaix, een deelgemeente van Aat. De begraafplaats ligt aan de Rue de Beaulieu op 280 m ten westen van het dorpscentrum (Église Saint Amand). Ze heeft een nagenoeg rechthoekig grondplan en wordt omsloten door een bakstenen muur. Er zijn twee toegangen met dubbele metalen traliehekken. 

## Belgische oorlogsgraven

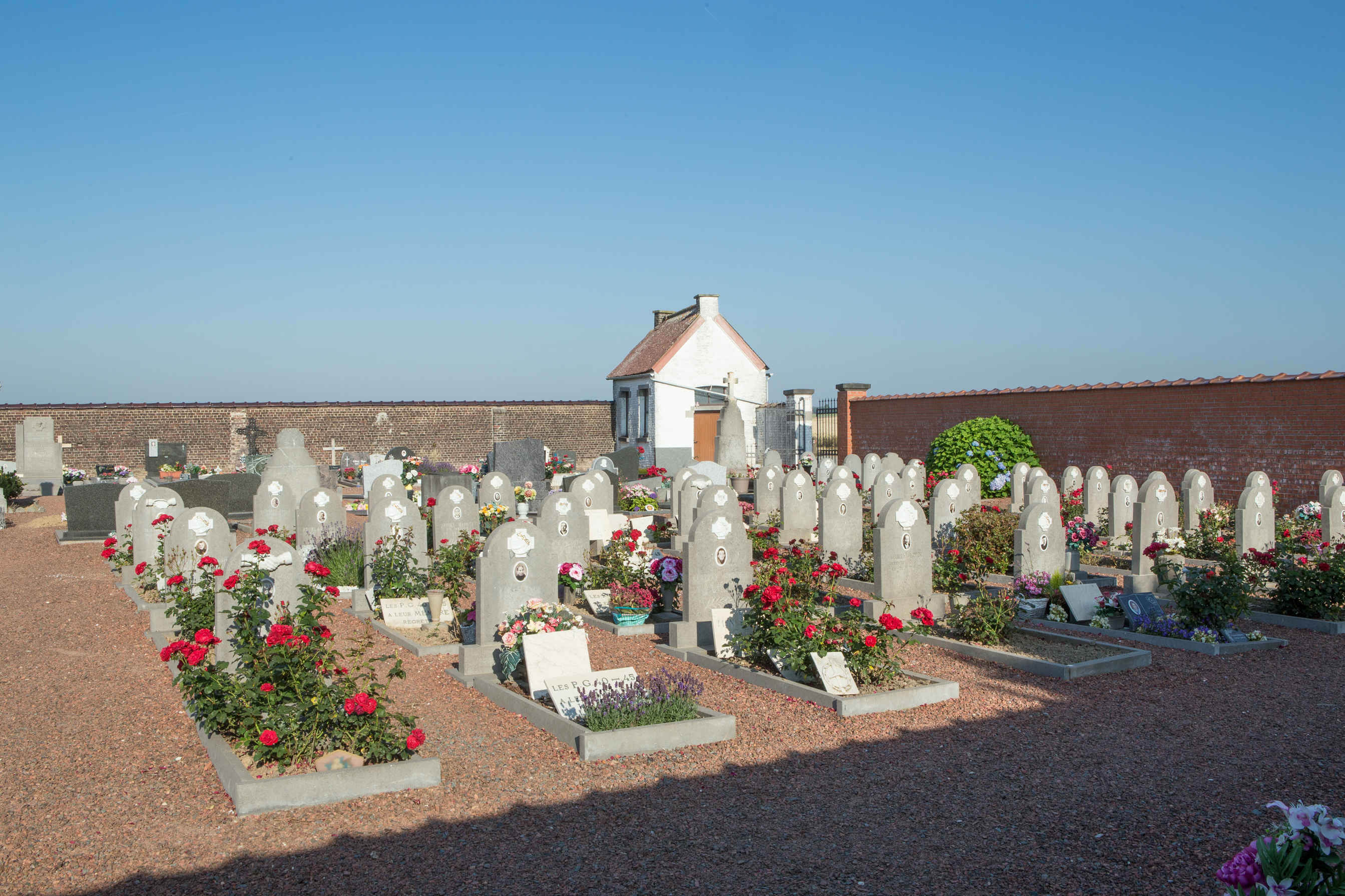
Perk met Belgische slachtoffers

Vooraan op de begraafplaats tussen de twee ingangen ligt een perk met 56 graven van slachtoffers uit de beide wereldoorlogen, ook oud-strijders en burgers. 

## Brits oorlogsgraf
Tegen de westelijke muur van de begraafplaats ligt het graf van de Britse geleider (van paarden) W. Haycock. Hij diende bij de Royal Field Artillery en stierf op 17 juni 1919. 
Zijn graf wordt onderhouden door de Commonwealth War Graves Commission en is daar geregistreerd onder Rebaix Communal Cemetery